# گورکا ریورا
گورکا ریورا (انگلیسی: Gorka Rivera؛ زادهٔ ۱ اوت ۲۰۰۴) بازیکن فوتبال اهل اسپانیا است که در پست دفاع چپ برای ختافه بی بازی می‌کند.